# Poema română
,,Poema română'' op.1 este prima piesă orchestrală compusă de George Enescu. Acesta a scris lucrarea la vârsta de 16 ani.
Prima autiție a avut loc la Paris, în ianuarie 1898, sub bagheta lui Edouard Colonne. După două luni de la prima audiție, lucrarea a fost prezentată și la București, de data asta dirijor fiind însuși compozitorul. Acest subiect i-a adus o notorietate impresionantă lui George Enescu.
,,Poema română'' a fost dedicată Reginei Elisabeta a României, ,,Omagiu respectuos M.S. Regina României'' fiind textul dedicației înscris de autor pe frontispicul lucrării.
Din 1947 până în anul 1990, Poema Română nu s-a putut cânta. În anul 1990, lucrarea a fost inclusă într-un concert, la Ateneul Român, de către maestrul Horia Andreescu. Radioul și Televiziunea Națională nu au fost lăsate de autorități să înregistreze concertul.
La 10 iunie 2008, cu ocazia Nunții de Diamant a Regelui Mihai și a Reginei Ana, maestrul Horia Andreescu, din nou la pupitrul Filarmonicii George Enescu, a interpretat Poema Română, urmărită cu emoție pe micile ecrane de sute de mii de români. O variantă a lucrării a fost înregistrată de Electrecord, în anii 1990, cu aceeași orchestră și cu același dirijor.
În ultimul deceniu, Poema Română a fost inclusă în repertoriul multor filarmonici din țară și a fost cântată în multe concerte, în diverse țări ale lumii.
În deschiderea ceremoniilor regale, la Palatul Regal, Castelul Peleș și Palatul Elisabeta, este folosit fragmentul final din Poema Română.